# Dumitru Dogaru
Dumitru Dogaru (n. 26 octombrie 1907, Dobrotinet, România – d. 18 aprilie 1993, București, România) a fost un intelectual român cunoscut în epocă pentru activitatea sa în cadrul învățământului muncitoresc (1943-1948) și în domeniul relațiilor dintre stat și cultele religioase din România (1949-1975).

## Biografie
Dumitru Dogaru s-a născut la 26 octombrie 1907 în satul Dobrotinet, comuna Curtișoara, județul Olt, din părinții Petru și Gheorghița, agricultori. În scurta lui viață, Petru (1884-1911) a fost notar în satul Perieți (Olt). Bunicul matern, Florea Ionescu, rămas în memoria satului ca Florea Sergentul, a fost ales primar al satului la întoarcerea din Războiul de Independență. El este cel care, prin sfatul său de a continua școala pentru care dovedeau înclinare, a determinat drumul vieții lui Dumitru și al fratelui său, Constantin. Date fiind posibilitățile materiale limitate ale mamei sale, după terminarea școlii primare în Dobrotinet, Dumitru Dogaru s-a îndreptat spre Școala Normală de Băieți din orașul Slatina, unde a fost admis prin concurs și pe care a absolvit-o în anul 1927.
A lucrat apoi ca învățător în satele Cernatul de Jos (1927-1930) și Micfalău (1930-1932) din județul Trei Scaune. În același timp și-a pregătit și susținut bacalaureatul la București, în 1931, beneficiind de o bursă.
Ca student la Facultatea de Filosofie și Litere a Universității din București (1932-1936) a participat la echipele regale studențești: în vara anului 1934 în satul Năpădeni și în vara anului 1935 în satul Dodești, unde a fost conducătorul echipei. Articolul scris de el, „Năpădeni, un sat de mazili din codru”, a fost citat peste ani.
Încurajat de profesorul Dimitrie Gusti, a început să colaboreze la Fundația Regală înainte de terminarea studiilor. A publicat recenzii și cronici în revista Sociologie Românească la care a fost secretar de redacție (1938/1939).
După susținerea examenului de capacitate în 1937 la Iași a ocupat un post de profesor suplinitor cu capacitate la catedra de filozofie-drept a Liceului Internat de Băieți din Buftea și, în paralel, a lucrat la Fundația Regală. În toamna anului 1938 a fost detașat de la Fundația Regală la Școala normală de Pregătire Socială din satul Grădiștea-Vlașca, în cadrul căreia a funcționat o școală de pregătire a conducătorilor de cămine culturale în cadrul Serviciului Social. A activat ca profesor și director al acestei școli până la revenirea la București în toamna anului 1940.
În București a predat la Școala de Ucenici Industriali nr. 11 (1940-1944) și la Liceul de băieți „Constantin Brâncoveanu”. În cadrul învățământului muncitoresc din Ministerul Muncii a ocupat funcția de inspector (1943-1944) și apoi de director (1944-1949) al Direcției pregătirii profesionale a Învățământului muncitoresc și căminelor de ucenici. S-a înscris în PCR în 1945.
În 1949 a fost transferat la Ministerul Cultelor, unde, până în 1957, a fost directorul Direcției de Studii și Documentare. În 1957, an în care Ministerul Cultelor s-a transformat în Departamentul Cultelor de pe lângă Consiliul de Miniștri, i s-a încredințat conducerea acestei instituții mai întâi ca secretar general (1957-1970) și apoi ca președinte (1970-1975). În paralel, a fost încadrat (1949-1959) la Institutul de Psihologie al Academiei R.P.R.
Soția lui a fost Elena-Rada (1916-2005), născută Alexandrescu. Licențiată în litere și filozofie (1933-1937), a fost profesoară la mai multe școli din București printre care Liceul Moteanu pe care îl absolvise în 1933, Școala Pedagogică de Educatoare și Școala Generală de 8 ani nr. 119 (fostă Enăchiță Văcărescu).
Cele două fiice, Viorica (căsătorită Florescu) și Doina (căsătorită Olteanu), au absolvit Facultatea de Fizică a Universității din București.
Abil în relațiile cu reprezentanții cultelor religioase, s-a bucurat de prestigiu în lumea lor. Cu înțelepciune și mult tact, a reușit să evite conflicte, să dezarmorseze situații dificile apărute în relațiile dintre stat și numeroasele culte din țară.

## Distincții
- Ordinul „23 August” clasa a III-a (4 mai 1971) „cu prilejul aniversării a 50 de ani de la constituirea Partidului Comunist Român, [...] pentru merite deosebite în opera de construire a socialismului”[11]